# 플래시365
플래시365는 대한민국의 플래시 콘텐츠 사이트이다.
회원들이 비영리적으로 플래시를 만들어 다수에 사람에게 보여주고, 또한 다른 사람들도 자발적으로 플래시를 제작하도록 유도하는 것이 목적이다. 자작플래시 외에 랭킹게임, 플래시게임, 플래시애니, 플래시강좌 등으로 구성되어 있다.

## 역사
2005년 12월 1일 개설되어
2006년 7월 조인스닷컴으로부터 서버,회선 지원을 받았다. 당시 경쟁사이트인 조선닷컴과의 순위 경쟁 때문에 방문자를 더 늘리기 위해 플래시365와 주전자닷컴이 조인스닷컴 서브 도메인(flash365.joins.com, zuzunga.joins.net)을 사용하게 되었다.
도메인을 지원해준 사이트는 다음과 같은순서로 Joins->Korea->PlayPorum->Dreamx로 현재는 드림엑스 서버로 옮긴상태이다.
2019년 2월 28일 게임물관리위원회에 의해 모든 게임 서비스가 종료되었다가 다시 재개되었다.
2021년 1월 이후, 모든 브라우저에서 어도비 플래시의 지원이 중단됨에 따라 플래시로 제작된 작품의 플레이가 불가능한 상태이다.

## 같이 보기
- 플래시 콘텐츠 사이트
- 주전자닷컴
- 유머월드3
- 쉬프트카페